# Pablo Carro
Pablo Carro, all'anagrafe Pablo Carro González (Madrid, 27 dicembre 1999), è un attore, ballerino e modello spagnolo, noto per aver interpretato il ruolo di Miguel Olmedo nella soap Una vita (Acacias 38).

## Biografia
Pablo Carro è nato il 27 dicembre 1999 a Madrid (Spagna), ed ha una sorella che si chiama Raquel.

## Carriera
Pablo Carro si è formato presso la Carlos Cabero School of Interpretation, poi si iscritto presso la facoltà d'arte drammatica dell'università TAI di Madrid. Nel 2019 ha fatto il suo debutto al cinema con il ruolo di Pablo nel film Nunca fuimos ángeles diretto da Carlos Cabero. Nel 2020 è entrato a far parte del cast della serie Cazadoras, nel ruolo di Pablo de Castro. Nello stesso anno ha partecipato al programma televisivo Telepasión española, in onda su La 1.
Nel 2020 è stato scelto da TVE per interpretare il ruolo di Miguel Olmedo nella soap opera in onda su La 1 Una vita (Acacias 38) e dove ha recitato insieme ad attori come Ana Goya, Mikel Larrañaga, Marcial Álvarez, Olga Haenke, Carla Campra, Silvia Marty, Marc Parejo, Carlos de Austria e Ástrid Janer. Nel 2021 ha ricoperto il ruolo di David nella serie La caccia - Tramuntana (La caza. Tramuntana) e dove ha recitato insieme all'attrice Megan Montaner.

## Filmografia

### Cinema
- Nunca fuimos ángeles, regia di Carlos Cabero (2019)

### Televisione
- Cazadoras – serie TV, (2020)
- Una vita (Acacias 38) – soap opera, 123 episodi (2020)
- La caccia - Tramuntana (La caza. Tramuntana) – serie TV, (2021)

## Programmi televisivi
- Telepasión española (La 1, 2020)

## Doppiatori italiani
Nelle versioni in italiano nelle opere in cui ha recitato, Pablo Carro è stato doppiato da:
- Ezio Vivolo[15] in Una vita[16]